# 朝倉景職
朝倉 景職（あさくら かげもと）は、戦国時代の武将。朝倉氏の家臣。

## 生涯
朝倉貞景の娘・北殿を妻に迎えたことで、朝倉同名衆の中でも高い地位を得た。父・経景の死後、その居城の安居城を継承する。
永正3年（1506年）に発生した永正の一向一揆では3,800の兵を率い、九頭竜川の戦いでも活躍した。永正14年（1517年）の若狭国の逸見氏の叛乱の際には、朝倉宗滴とともに出陣し大飯郡高浜城の番代を務めた。また、大永5年（1525年）の美濃国内乱時に土岐頼武救援のため総大将として出陣し、10月14日に稲葉山へ兵を進め、内乱鎮圧に尽力している。
天文4年（1535年）4月13日死去。享年52。